# Antônio Braga Neto
Antônio Braga Neto (Manaos, Amazonas, Brasil, 29 de octubre de 1987) es un artista marcial mixto y grappler brasileño que actualmente ha firmado con Ultimate Fighting Championship. Es medallista de oro en el Campeonato Mundial de Jiu-Jitsu y en el Campeonato Panamericano.

## Carrera en las artes marciales mixtas
Campeón mundial de jiu-jitsu brasileño con Roberto "Gordo" Correa, Neto entrena actualmente en Evolve MMA en Brasil y Singapur.

### Carrera temprana
Neto hizo su debut profesional en MMA en octubre de 2006 en su Brasil natal. Estuvo invicto durante los primeros cinco combates de su carrera, con sólo una pelea que fue por decisión.
En 2008, Neto hizo su debut en Japón cuando firmó con la promoción Sengoku. Se enfrentó a Ryo Kawamura y perdió por decisión, la primera derrota de su carrera profesional.
En 2009, Neto firmó con la organización china Art of War Fighting Championship. Debutó contra el luchador holandés Rodney Glunder; el combate se interrumpió cuando un derribo de Neto hizo que Glunder atravesara las cuerdas del ring y cayera al suelo y a algunas herramientas y equipos eléctricos. Glunder sufrió lesiones en la espalda y fue retirado del ring en una camilla por los médicos de la pista. Neto compitió en el Campeonato Mundial de Lucha por Sumisión de la ADCC en 2011, perdiendo ante el veterano grappler y actual luchador de la UFC Sérgio Moraes en su debut en la ADCC.

### Ultimate Fighting Championship
En abril de 2013, Neto firmó un acuerdo de tres combates con Ultimate Fighting Championship. Debutó en la UFC en UFC on Fuel TV: Nogueira vs. Werdum contra el exluchador de Strikeforce Anthony Smith. Ganó el combate de forma rápida, terminando con una sumisión de rodilla a los 1:52 del primer asalto.
Se esperaba que Neto se enfrentara a Derek Brunson el 6 de noviembre de 2013 en UFC: Fight for the Troops 3. Sin embargo, Neto se retiró del combate alegando una lesión y fue sustituido por Brian Houston.
Neto se enfrentó a Clint Hester el 28 de junio de 2014 en UFC Fight Night: Swanson vs. Stephens. Perdió el combate de ida y vuelta por decisión dividida.
Se esperaba que Neto se enfrentara a Zak Cummings el 25 de julio de 2015 en UFC on Fox: Dillashaw vs. Barão 2. Sin embargo, Neto se retiró del combate a principios de julio y fue sustituido por la recién llegada a la promoción Dominique Steele.
Neto regresó de un largo parón y se enfrentó a Trevin Giles el 9 de diciembre de 2017 en UFC Fight Night: Swanson vs. Ortega. Perdió el combate por nocaut en el tercer asalto.
Neto estaba programado para enfrentarse a Andrew Sanchez el 25 de agosto de 2018 en UFC Fight Night: Gaethje vs. Vick. Sin embargo, Neto fue retirado del combate el 2 de agosto por cuestiones personales no reveladas y sustituido por Markus Perez.
Neto estaba programado para enfrentarse a Deron Winn el 19 de diciembre de 2020 en UFC Fight Night: Blaydes vs. Lewis. Sin embargo, Neto fue retirado del concurso por razones no reveladas y sustituido por Antônio Arroyo.
Neto estaba programado para enfrentarse a Abdul Razak Alhassan el 21 de agosto de 2021 en UFC on ESPN: Cannonier vs. Gastelum. Sin embargo, Neto fue retirado del evento por razones no reveladas.

## Récord en artes marciales mixtas
| Resultado     | Récord  | Oponente         | Método                                             | Evento                                            | Fecha                    | Ronda | Tiempo | Localización       | Notas |
| ------------- | ------- | ---------------- | -------------------------------------------------- | ------------------------------------------------- | ------------------------ | ----- | ------ | ------------------ | ----- |
| Derrota       | 9-3 (1) | Trevin Giles     | KO (puñetazos)                                     | UFC Fight Night: Swanson vs. Ortega               | 9 de diciembre de 2017   | 3     | 2:27   | Fresno, California |       |
| Derrota       | 9-2 (1) | Clint Hester     | Decisión (dividida)                                | UFC Fight Night: Swanson vs. Stephens             | 28 de junio de 2014      | 3     | 5:00   | San Antonio, Texas |       |
| Victoria      | 9-1 (1) | Anthony Smith    | Sumisión (barra de rodilla)                        | UFC on Fuel TV: Nogueira vs. Werdum               | 8 de junio de 2013       | 1     | 1:52   | Fortaleza          |       |
| Victoria      | 8-1 (1) | Brock Larson     | Sumisión (barra de rodilla)                        | MMA Against Dengue 2                              | 4 de marzo de 2012       | 1     | 1:04   | Río de Janeiro     |       |
| Victoria      | 7-1 (1) | Maiquel Falcão   | Sumisión (kimura)                                  | Amazon Forest Combat 1                            | 14 de septiembre de 2011 | 2     | 4:26   | Manaos             |       |
| Victoria      | 6-1 (1) | Douglas Cristian | Sumisión (verbal)                                  | Top Fighter MMA                                   | 6 de marzo de 2010       | 2     | N/A    | Río de Janeiro     |       |
| Sin resultado | 5-1 (1) | Rodney Glunder   | Sin resultado (los luchadores se cayeron del ring) | Art of War 14                                     | 26 de septiembre de 2009 | 1     | 0:24   | Macao              |       |
| Derrota       | 5-1     | Ryo Kawamura     | Decisión (unánime)                                 | World Victory Road Presents: Sengoku First Battle | 5 de marzo de 2008       | 3     | 5:00   | Tokio              |       |
| Victoria      | 5-0     | Fabiano Astorino | Sumisión (kimura)                                  | Fury FC 5: Final Conflict                         | 6 de diciembre de 2007   | 1     | 2:25   | São Paulo          |       |
| Victoria      | 4-0     | Renato Matos     | TKO (puñetazos)                                    | Detonaco Fight Championship                       | 20 de noviembre de 2007  | 1     | 4:55   | Bandera de Brasil  |       |
| Victoria      | 3-0     | Cezar Ferreira   | Decisión (unánime)                                 | XFC: Brazil                                       | 29 de abril de 2007      | 3     | 5:00   | Río de Janeiro     |       |
| Victoria      | 2-0     | Eduardo Camilo   | Sumisión (barra de brazo)                          | XFC: Brazil                                       | 29 de abril de 2007      | 1     | 1:46   | Río de Janeiro     |       |
| Victoria      | 1-0     | Lolito Lolito    | Sumisión (barra de brazo)                          | Top Fighter MMA 2                                 | 25 de octubre de 2006    | 1     | N/A    | Río de Janeiro     |       |